# (33191) Santiagostone
(33191) Santiagostone est un astéroïde de la ceinture principale.

## Description
(33191) Santiagostone est un astéroïde de la ceinture principale. Il fut découvert le 20 mars 1998 à Socorro (Nouveau-Mexique) par le projet LINEAR. Il présente une orbite caractérisée par un demi-grand axe de 2,96 UA, une excentricité de 0,07 et une inclinaison de 9,9° par rapport à l'écliptique.